# 16 юли
16 юли е 197-ият ден в годината според григорианския календар (198-и през високосна година). Остават 168 дни до края на годината.

## Събития
- 622 г. – Пророкът Мохамед се премества от Мека в Медина, което се смята за начало на ислямската вяра и на ислямския календар.
- 1054 г. – В Константинопол завършват с неуспех преговорите с Рим, което се смята от историците за начало на Източно-западната схизма.
- 1643 г. – Нидерландският мореплавател Мартин Геритсон де Фриз открива остров Сахалин.
- 1661 г. – Пуснати са в обращение първите парични банкноти в Европа от шведската банка в Стокхолм.
- 1748 г. – Михаил Ломоносов формулира закона за запазване на масата на телата и движението.
- 1782 г. – Състои се премиерата на операта Отвличане от сарая на Волфганг Амадеус Моцарт.
- 1790 г. – Конгресът на САЩ определя град Вашингтон, окръг Колумбия за постоянна столица.
- 1875 г. – Приета е нова конституция във Франция, с която се създава Камара на представителите (Сенат) и се утвърждават изборите за президент.
- 1877 г. – Руско-турската война (1877 – 1878): Приключва Битката при Никопол с победа на руските сили над османските.
- 1901 г. – Основан е АФК Бароу в град Бароу ин Фърнс.
- 1920 г. – Антантата преустановява блокадата на СССР.
- 1920 г. – Основана е Аджарската автономна съветска социалистическа република.
- 1927 г. – Никарагуанската партизанска съпротива започва продължилата пет години война срещу американската окупация на Никарагуа.
- 1937 г. – Близо до Ваймар е открит концентрационният лагер Бухенвалд.
- 1942 г. – Холокост: Правителството на Вишистка Франция нарежда на френските полицаи да арестуват и затворят в концлагери над 30 хил. евреи. През 1995 президентът Жак Ширак официално признава отговорността на френската полиция.
- 1945 г. – Проект Манхатън: Проведен е първият ядрен опит, с кодово име Тринити, при който САЩ успешно детонират плутониево ядрено оръжие на полигона до град Аламогордо в щата Ню Мексико.
- 1951 г. – Публикувана е повестта на Селинджър Спасителят в ръжта.
- 1967 г. – Самолетът при полет 844 на KLM се разбива край островите Биак в днешна Индонезия и убива 58 души.
- 1961 г. – Открита е втората отсечка от Автомагистрала А3 в Италия, свързваща Помпей и Салерно.
- 1962 г. – Проведено е първото пробно предаване на цветен сигнал между Америка и Европа с помощта на изкуствен спътник.
- 1965 г. – Тържествено е открит 11,8-километровият Монблански тунел, който свързва Италия и Франция.
- 1969 г. – Програма Аполо: От Космически център Джон Ф. Кенеди е изстрелян американския космически кораб Аполо 11, чиято цел е изпращане на човек на Луната за пръв път.
- 1979 г. – Иракският президент Ахмед Хасан ал Бакр подава оставка и на власт идва Саддам Хюсейн.
- 1982 г. – По време на масова церемония преподобният Муун венчава 4000 непознаващи се двойки на Медисън Скуеър Гардън.
- 1990 г. – При земетресение във Филипините с магнитуд 7,7 по скалата на Рихтер загиват над 2 хиляди души.
- 1990 г. – Открит е последният естествен спътник на Сатурн – Пан.
- 1993 г. – Пусната е Slackware – най-старата Linux дистрибуция.
- 1994 г. – Първите фрагменти от кометата Шумейкър-Леви 9 навлизат в атмосферата на Юпитер.
- 1999 г. – В 11 ч. 41 мин. общата стойност на акциите на Бил Гейтс в Майкрософт достига 100 млрд. долара.
- 1999 г. – Джон Кенеди-младши, съпругата му Каролин Бесет-Кенеди и нейната сестра Лорън Бесет загиват, когато самолетът, който той пилотира, се разбива в Атлантическия океан край бреговете на Мартас Винярд.
- 2004 г. – Състои се премиерата на американския научнофантастичен филм „Аз, роботът“.
- 2004 г. – Oтваря врати Милениум Парк – първият и най-амбициозен архитектурен проект в Чикаго за 21 век.

## Родени
- 1773 г. – Йозеф Юнгман, чешки филолог († 1847 г.)
- 1798 г. – Александър Горчаков, руски политик († 1883 г.)
- 1818 г. – Спиридон Палаузов, български историк († 1872 г.)
- 1858 г. – Йожен Изаи, белгийски цигулар († 1931 г.)
- 1868 г. – Христо Чернопеев, български революционер († 1915 г.)
- 1872 г. – Руал Амундсен, норвежки полярен изследовател († 1928 г.)
- 1877 г. – Айви Лий, американски общественик, основател на връзките с обществеността († 1934 г.)
- 1877 г. – Васил Коларов, български политик, ръководител на БКП и Коминтерна († 1950 г.)
- 1883 г. – Франц Набъл, австрийски писател († 1974 г.)
- 1888 г. – Фриц Цернике, нидерландски физик, Нобелов лауреат през 1953 г. († 1966 г.)
- 1889 г. – Сава Чукалов, български писател, езиковед и преводач († 1971 г.)
- 1896 г. – Тригве Ли, норвежки политик († 1968 г.)
- 1900 г. – Филип Голиков, съветски маршал († 1980 г.)
- 1902 г. – Александър Лурия, руски психолог († 1977 г.)
- 1907 г. – Барбара Стануик, американска актриса († 1990 г.)
- 1911 г. – Джинджър Роджърс, американска актриса († 1995 г.)
- 1917 г. – Жорж Арно, френски писател († 1987 г.)
- 1926 г. – Ъруин Роуз, американски биолог, Нобелов лауреат през 2004 († 2015 г.)
- 1928 г. – Дико Фучеджиев, български писател († 2005 г.)
- 1928 г. – Робърт Шекли, американски писател († 2005 г.)
- 1929 г. – Дойно Дойнов, български историк († 2014 г.)
- 1937 г. – Петър Андасаров, български поет
- 1946 г. – Паша Христова, българска певица († 1971 г.)
- 1956 г. – Джери Дойл, американски политик († 2016 г.)
- 1959 г. – Зоран Йолевски, северномакедонски политик
- 1961 г. – Паулус Хохгатерер, австрийски писател и психиатър
- 1961 г. – Георги Анастасов, български композитор
- 1961 г. – Петър Върбанов, български актьор и режисьор
- 1963 г. – Сречко Катанец, словенски футболист и треньор
- 1964 г. – Ашот Анастасян, арменски шахматист
- 1967 г. – Уил Феръл, американски актьор
- 1968 г. – Георги Михалев, български плувец
- 1976 г. – Боби Лешли, американски кечист
- 1986 г. – Шалозе Удоджи, нигерийски футболист
- 1989 г. – Гарет Бейл, уелски футболист
- 1992 г. – Климент Шопов, български политик

## Починали
- 1216 г. – Инокентий III, римски папа (* 1161 г.)
- 1664 г. – Андреас Грифиус, германски поет и драматург (* 1616 г.)
- 1747 г. – Джузепе Мария Креспи, италиански живописец (* 1665 г. г.)
- 1764 г. – Иван VI, руски император (* 1740 г.)
- 1822 г. – Йоан Търновски, християнски мъченик
- 1857 г. – Пиер-Жан дьо Беранже, френски поет (* 1780 г.)
- 1890 г. – Юджийн Скайлър, американски учен, дипломат, писател, преводач (* 1840 г.)
- 1915 г. – Елън Г. Уайт, американска писателка (* 1827 г.)
- 1959 г. – Ернест Блох, швейцарски и американски композитор, (* 1880 г.)
- 1960 г. – Алберт Кеселринг, германски фелдмаршал (* 1881 г.)
- 1962 г. – Борис Машалов, български фолклорен певец (* 1914 г.)
- 1963 г. – Николай Асеев, руски поет (* 1889 г.)
- 1964 г. – Никола Въжаров, български учител (* 1877 г.)
- 1979 г. – Виктор Данченко, български актьор (* 1923 г.)
- 1985 г. – Хайнрих Бьол, германски писател, Нобелов лауреат за 1972 г. (* 1917 г. г.)
- 1989 г. – Херберт фон Караян, австрийски диригент (* 1908 г.)
- 1990 г. – Никола Русев, български драматург (* 1932 г.)
- 1994 г. – Джулиан Швингър, американски физик, Нобелов лауреат през 1965 г. (* 1918 г.)
- 1998 г. – Панкратий, български духовник и архиерей (* 1926 г.)
- 1999 г. – Джон Кенеди-младши, американски журналист (* 1960 г.)
- 2000 г. – Дьорд Петри, унгарски поет (* 1943 г.)
- 2003 г. – Ерих Кьолер, германски писател (* 1928 г.)
- 2012 г. – Джон Лорд, английски рок пианист и композитор (* 1941 г.)
- 2021 г. – Венета Зюмбюлева, българска актриса (* 1946 г.)
- 2023 г. – Джейн Бъркин, британска актриса и певица (* 1946 г.)[1]